# 長根小奧德蘑
長根小奧德蘑，分布於北半球，屬奧德蘑屬，色通常為淡褐色。另外，該種野菇也是常見木棲腐生的大型菇類，生長於春夏秋季的低中海拔林區，數天生，肉質稍韌，可供食用且味道佳，不過建議除柄烹煮。